# Keetia hispida
Keetia hispida är en måreväxtart som först beskrevs av George Bentham, och fick sitt nu gällande namn av Diane Mary Bridson. Keetia hispida ingår i släktet Keetia och familjen måreväxter. Inga underarter finns listade i Catalogue of Life.